# 로라 치아티

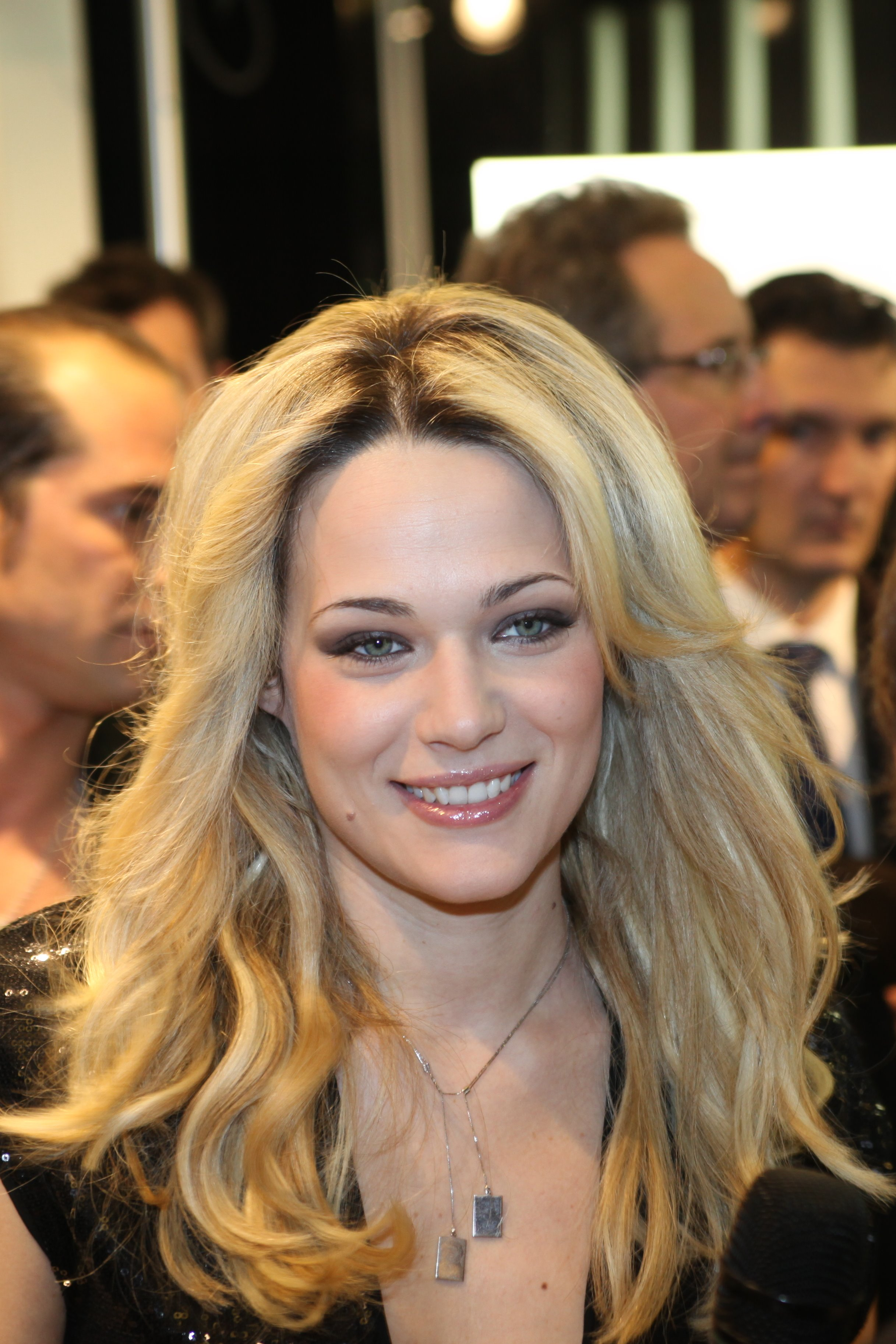

라우라 키아티(Laura Chiatti, 1982년 7월 15일 ~ )는 이탈리아의 가수, 모델, 영화배우이다.
카스틸리오네델라고에서 태어났다.

## 영화
- 포에버 유 (2019년)
- 너만을 사랑해 (2015년)
- 글래디에이터: 로마 영웅 탄생의 비밀 3D (2013년) - 루씰라 목소리 역
- 어나더 우먼스 페이스 (2012년)
- 스토리 오브 어 매서커  (2012년) - 젬마 역
- 매뉴얼 오브 러브 3 (2011년)
- 썸웨어 (2010년)
- 마르게리타 바의 친구들 (2009년)
- 바리아 (2009년)
- 얼리 버드 캐치 더 웜 (2008년)
- 오 볼리아 디 떼 (2007년) - 진 역
- 카사 노스트라 (2006년)
- 패밀리 프렌드 (2006년)